# Soós Ferenc (játékvezető)
Soós Ferenc (Hahót, 1946. november 1. – 2012. július 23.) magyar nemzeti labdarúgó-játékvezető, sportvezető.

## Pályafutása
1979-ben lett a legfelső szintű labdarúgó-bajnokság játékvezetői keretének tagja. Még ebben az évben a  Pécs-Diósgyőr (2:0) bajnoki találkozón debütálhatott. Rövid élvonalbeli pályafutásától 1981-ben a Csepel-Tatabánya (0:1) mérkőzéssel búcsúzott el. Első ligás mérkőzéseinek száma: 21
Pályafutásának befejezését, döntően befolyásolta az adott évben felszínre kerülő bundabotrány, amelyben az egykori MLSZ elnök Kisteleki István is érintett volt. Tettéért mindennemű játékvezetői tevékenységtől örök életre eltiltották, de mégis a Zala megyei Labdarúgó Szövetség Játékvezető Bizottságának első embere volt.